# Styggdalen-Vargån
Styggdalen-Vargån este o arie protejată (arie specială de conservare — SAC, sit de importanță comunitară — SCI) din Suedia întinsă pe o suprafață de 327,4 ha, integral pe uscat.

## Localizare
Centrul sitului Styggdalen-Vargån este situat la coordonatele 63°38′09″N 12°15′45″E / 63.6359°N 12.2626°E.

## Înființare
Situl Styggdalen-Vargån a fost declarat sit de importanță comunitară în mai 2000 pentru a proteja 1 specie de plante. Situl a fost protejat și ca arie specială de conservare în decembrie 2009.

## Biodiversitate
Situată în ecoregiunea alpină, aria protejată conține 5 habitate naturale: Mlaștini alcaline, Mlaștini turboase de tranziție și turbării mișcătoare, Taiga vestică, Pajiști alpine și boreale, Păduri nordice subalpine/subarctice cu Betula pubescens ssp. czerepanovii.
La baza desemnării sitului se află o specie protejată de  plante: Primula scandinavica.